# Satoyama

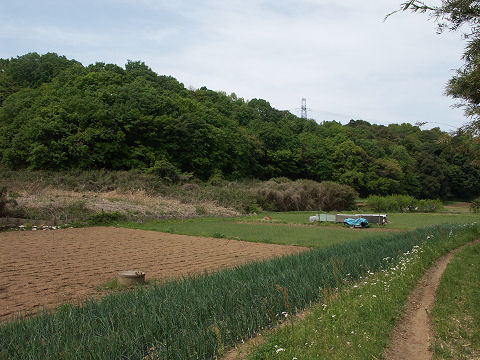
Satoyama en Inagi, en la metrópolis de Tokio, Japón.

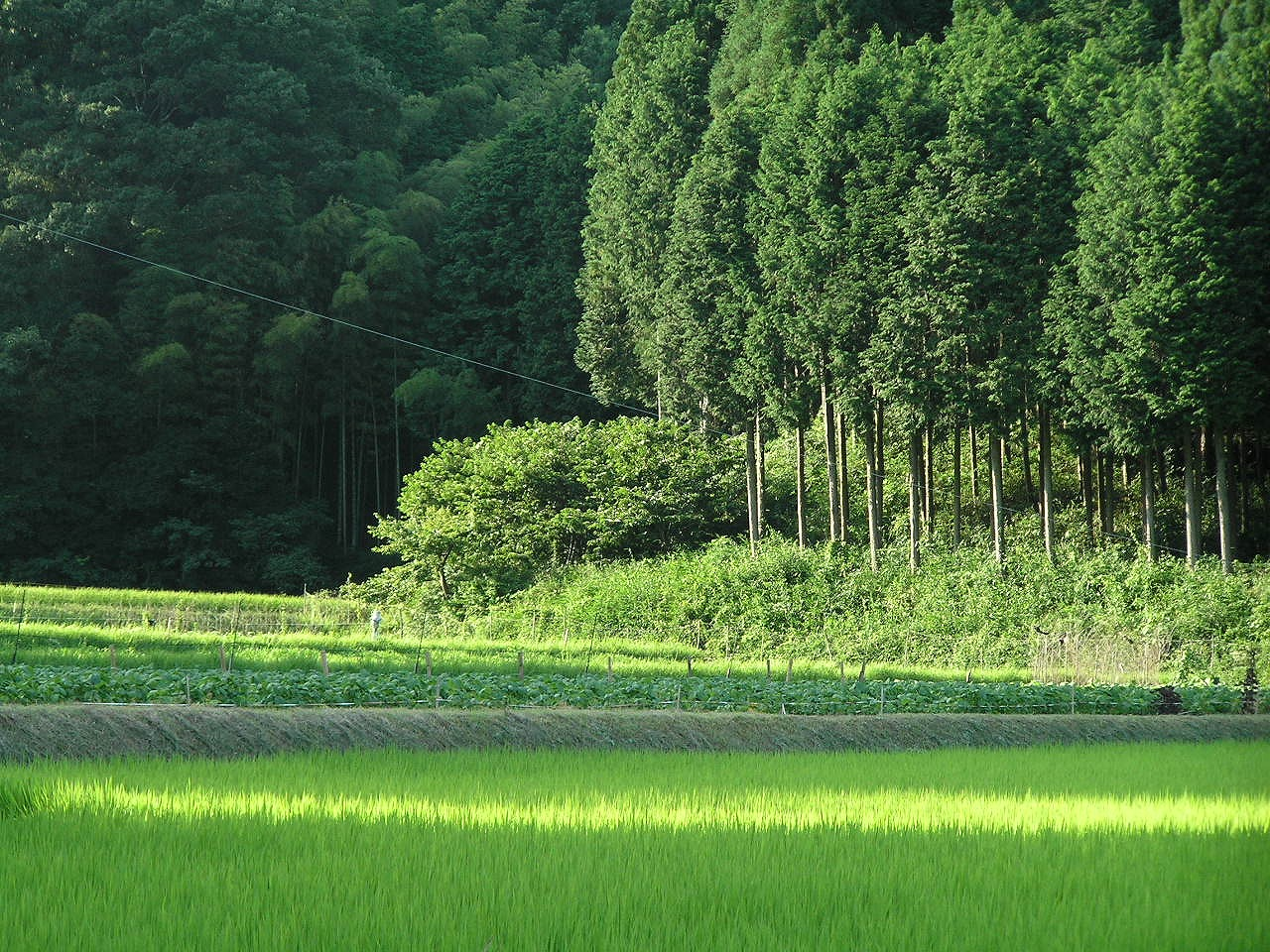
Paisaje satoyama de campos de arroz y bosques de Cryptomeria y Chamaecyparis obtusa, en Sasayama, Hyōgo.

Satoyama (里山) es un término japonés que se aplica a la zona existente entre las colinas al pie de las montañas, el piedemonte, y la llanura cultivable. Literalmente, sato (里) significa tierra arable o gleba y tierra humanizada, y yama (山) significa colina o montaña. El satoyama ha sido desarrollado a lo largo de los siglos como una zona de agricultura y explotación forestal a pequeña escala.
El concepto de satoyama tiene varias definiciones, La primera es la gestión de los bosques a través de las comunidades agrícolas locales. Durante la era Edo, las hojas caídas eran recogidas por la comunidad para fertilizar los campos de arroz. La madera se usaba para la construcción, la cocina y como leña. Actualmente, satoyama define no solo a las comunidades forestales mixtas, sino a todo el paisaje del entorno, un mosaico de bosques mixtos, arrozales, praderas, corrientes, estanques y embalses de riego, los cuales aseguran el nivel de agua de los arrozales y las granjas de peces.

## Población, propiedad y uso del terreno

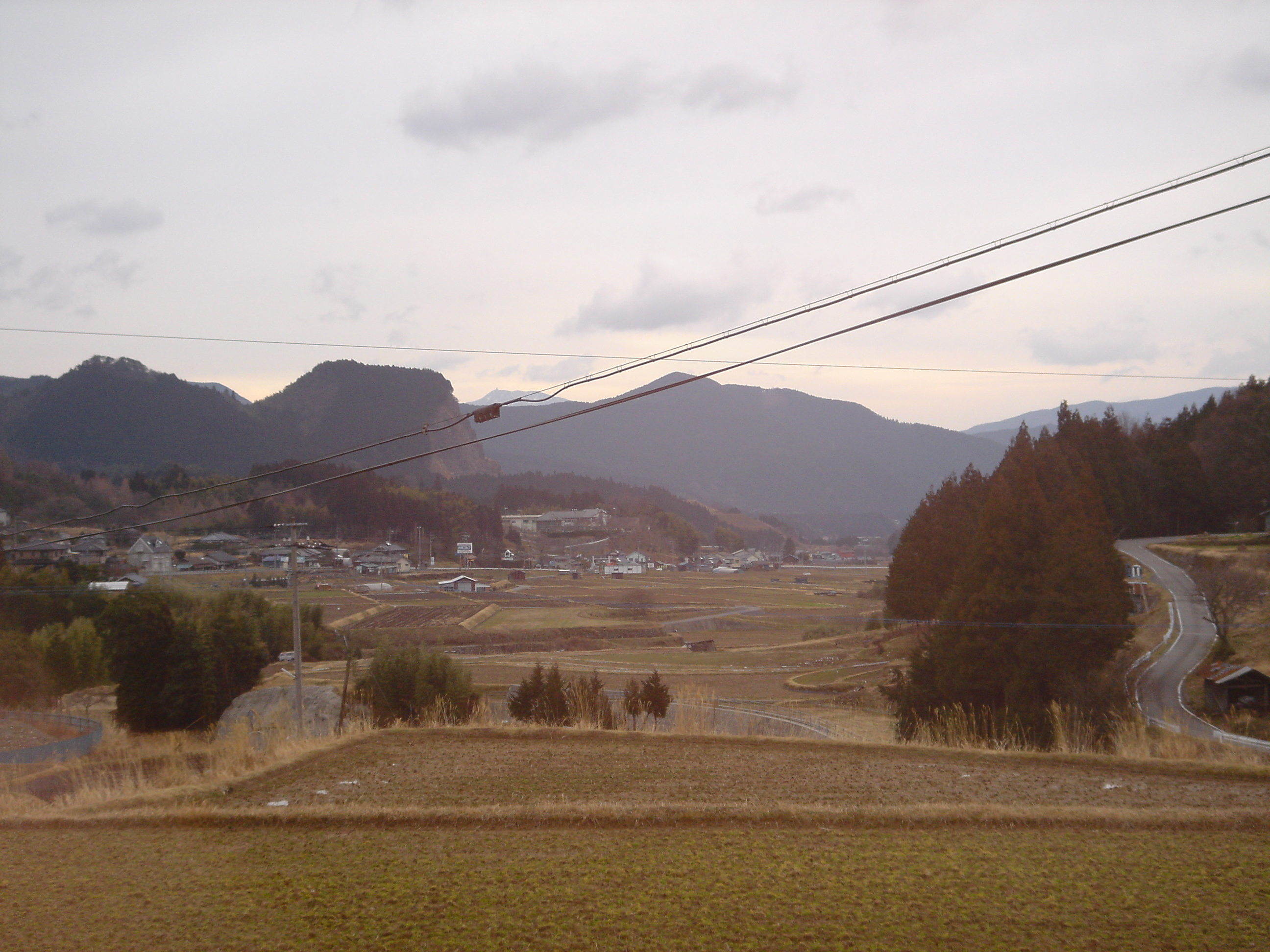
Satoyama en el Pueblo de Kuma, en la prefectura de Ehime, Japón.

El declive de la población en las aldeas ha sido un factor determinante en la desaparición del satoyama del paisaje japonés. El crecimiento económico de Japón entre 1955 y 1975 creó brechas sociales y económicas significativas entre las ciudades y las aldeas, lo que condujo a la despoblación de pueblos de montaña, donde la vida era dificultada por las condiciones naturales como pendientes pronunciadas, deslizamientos de tierra y nevadas. Los patrones de propiedad también han sido un factor. La propiedad compartida de los bosques de satoyama cerca de los pueblos ha sido común desde principios del siglo XIX. 
Estos bosques fueron talados por consideraciones económicas y la necesidad de materias para construir casas. Debido a que los bosques cercanos a los pueblos han sido talados, los bosques antiguos de hoy (incluyendo los bosques de hayas en elevaciones altas) a menudo se encuentran lejos de las aldeas. Los habitantes usan la madera de sus bosques privados y las plantaciones de coníferas como combustible. En la década de 1960, los satoyama se utilizaban como campos de arroz, campos arados, cultivos itinerantes, zonas de pastoreo, campos de paja, bosques secundarios para obtener combustible, y bosques de bambú gigante.

## Biodiversidad

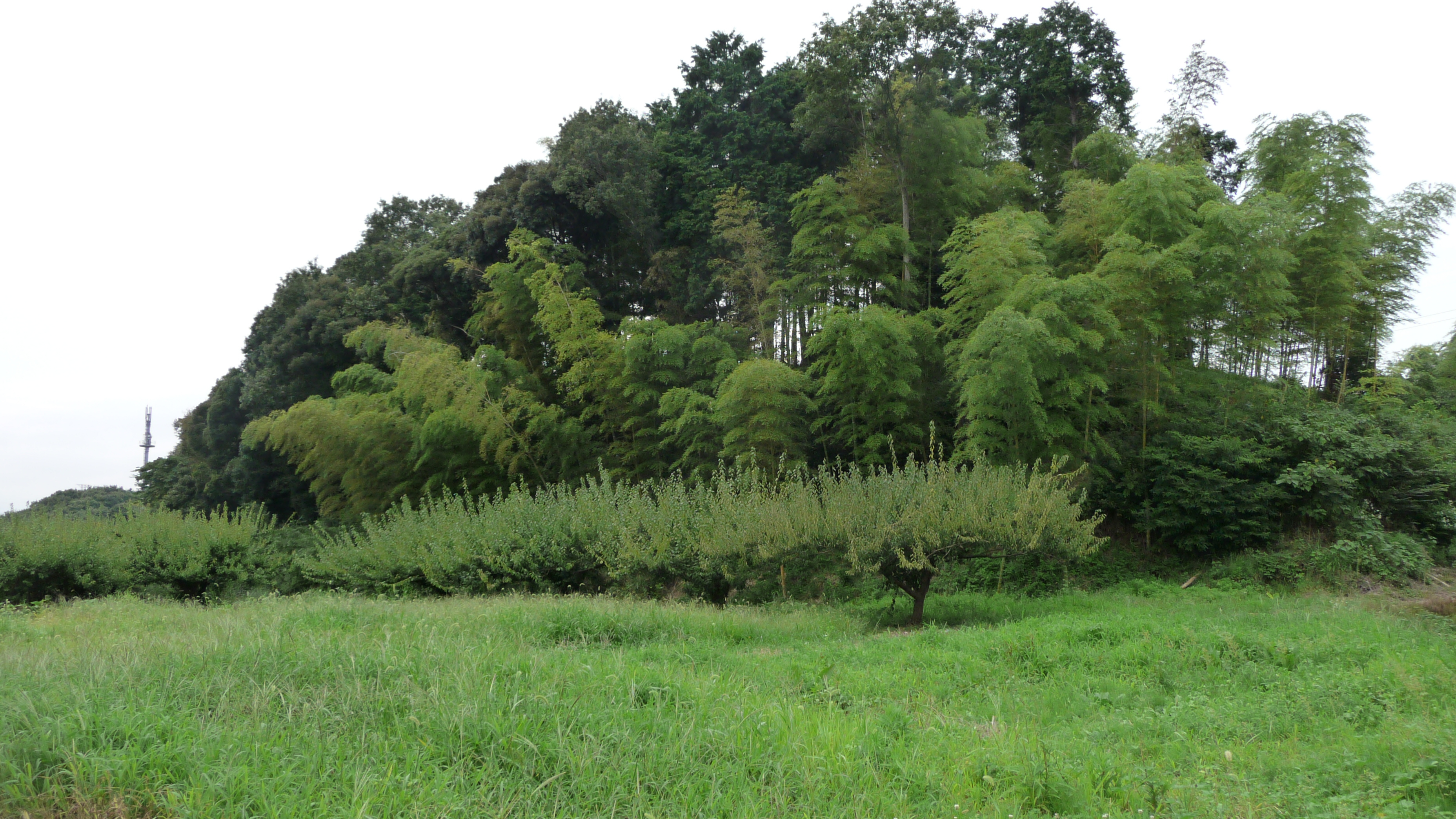
Sayotama en la prefectura de Chiba utilizada tanto para usos agrícolas como el cultivo de bambú y albaricoques japoneses.

Varios tipos de hábitat para la vida silvestre han sido proporcionados por el paisaje de satoyama mixto como resultado del sistema agrícola tradicional japonés, que también facilita el movimiento de la fauna entre hábitats. Los desplazamientos de animales salvajes puede ocurrir entre estanques, arrozales, pastizales, bosques, y también entre aldeas. Los estanques, embalses y arroyos, en particular, juegan un papel importante en la supervivencia de especies dependientes del agua tales como libélulas y luciérnagas, que en las primeras etapas de su ciclo vital llevan un modo de vida subacuático. 
Los árboles caducifolios como Quercus acutissima y Quercus serrata son plantados por los agricultores para mantener árboles de hoja caduca caducifolio. La transformación en un bosque laurifolio es impedida por los granjeros que cortan estos árboles para obtener leña y carbón vegetal cada 15 a 20 años. Muchas especies vegetales y animales son capaces de vivir en estos bosques caducifolios debido a las prácticas tradicionales de administración.

## Causas de su destrucción
El satoyama ha desaparecido en gran parte debido a que dejó de usarse la madera como combustible y al uso de fertilizantes químicos, con lo que el bosque dejó de cultivarse. También existe el problema de que hay poca gente capaz de trabajar el bosque aplicando la hipótesis de la perturbación intermedia, según la cual una intervención determinada en el bosque puede incluso mejorar la biodiversidad. En este caso, cultivando árboles para obtener madera para la construcción y carbón vegetal. Como consecuencia de la desaparición del satoyama, se crea un bosque secundario de pinos que sufre epidemias desde los años setenta.

## Conservación
En las décadas de 1980 y 1990, se creó en Japón un movimiento de conservación que llevó a la existencia en 2001 de más de 500 grupos por la conservación del satoyama. En 2009, la UNESCO puso en marcha la Iniciativa Satoyama para crear sociedades en armonía con la naturaleza.
En la península de Noto, en la costa occidental de Japón,  se combina el satoyama con el satoumi, este último aplicado a las zonas costeras, en las que se conserva una rica biodiversidad combinada con la pesca y la agricultura. Por esta razón, la región forma parte de los Sistemas Importantes del Patrimonio Agrícola Mundial (SIPAM).
En la isla de Sado, en el mar de Japón, el satoyama es el último hábitat natural del  ibis crestado japonés, que se alimenta en los campos de arroz y anida en los árboles altos. La pequeña isla de Sado, recorrida por dos sistemas montañosos, posee una representación de los ecosistemas satoyama y satoumi que ha merecido igualmente formar parte de los Sistemas Importantes del Patrimonio Agrícola Mundial (SIPAM).